# Mompox
Mompox (Malibú) je indijansko pleme iz grupe Carib nekada naseljeno u ravnicama sjeverne Kolumbije. Kulturno su bili srodni plemenu Cenú. Nestali su još u španjolsko doba. 
Ime Mompox došlo je po cacique-u (izgovaraj kasik) Mompoj, čije je pleme obitavalo na mjestu današnjega grada Mompox. Saveznih i vazalna plemena bilo je oko 50, poznati su po imenu Güitacas, Chilloas, Chimíes (u vrijeme konkviste), zatim Chicaguas, Jaguas, Malibúes, Kates, Kimbayes, Menchiquejos, Talahiguas i mnogi drugi. Mnogi stanovnici današnjeg Mompoxa njihovi su potomci.